# Lucicutia grandis
Lucicutia grandis är en kräftdjursart som först beskrevs av Giesbrecht 1895.  Lucicutia grandis ingår i släktet Lucicutia och familjen Lucicutiidae. Inga underarter finns listade i Catalogue of Life.